# Pałac w Rozbitku

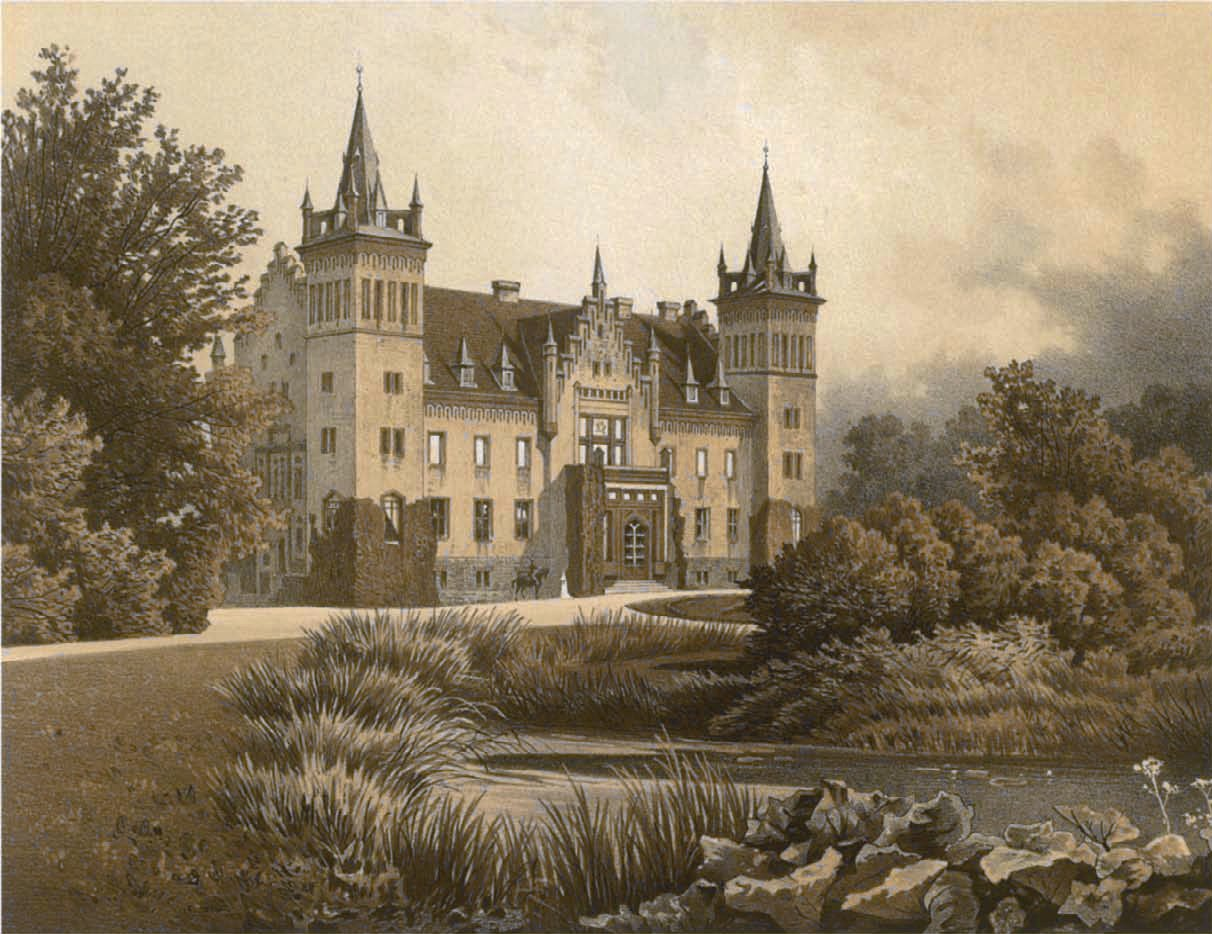
Pałac w Rozbitku, druga połowa XIX wieku

Pałac w Rozbitku – zabytkowy pałac we wsi Rozbitek w województwie wielkopolskim.

## Historia
Pałac o formach neogotyckich zbudowany w latach 1856-58 dla Georga von Reiche. Nie jest znane nazwisko architekta, mógł to być Fryderyk August Stüler bądź architekt wywodzący się z jego kręgu. Budynek piętrowy, na rzucie wydłużonego prostokąta, na wysokim ceglanym cokole. Nakryty wysokim dwuspadowym dachem. W zwieńczeniu elewacji fryz z motywem stylizowanego blankowania Wysokie boczne fasady. Oflankowany dwoma czterokondygnacyjnymi wieżami o bardzo wysokich, szpiczastych hełmach, ze sterczynami w narożach. W fasadzie zachodniej, frontowej neogotycki pozorny ryzalit z uskokowym szczytem, w jego przyziemiu portyk z tarasem w kondygnacji pietra, a w nim zamknięty łukiem Tudorów, portal wykonany z profilowanej cegły. W centralnej części umieszczono kartusz z herbem von Reichów ujęty zwojami akantu i strusimi piórami. W elewacji północnej z uskokowym szczytem umieszczono drugie wejście do budynku, zamknięte łukiem Tudora, w ozdobnym obramieniem, prowadzące do bocznego hallu z główną klatką schodową. Od strony wschodniej obszerny taras o podwójnym biegu schodów, na który wychodziły zamknięte łukiem Tudorów okna i drzwi sali balowej. Detale dekoracji architektonicznej: fryzy, gzymsy, obramienia drzwi wykonane w starannie modelowanej cegle.
We wnętrzu okazała sień i klatka schodowa w pn. części oraz wielki salon od ogrodu i jadalnia. Parter spełniał funkcje reprezentacyjne, na piętrze znajdowały się pokoje mieszkalne i gościnne, poddasze było mieszkaniem dla służby. Ogółem w pałacu znajduje się 25 pokojów.
Przy pałacu, na przeciwległym, zachodnim brzegu stawu, zespół budynków gospodarczych w stylu neogotyckim z nietynkowanej cegły, m.in. gorzelnia i spichlerz, przy północnym brzegu stawu stajnia i wozownia.
Przy pałacu znajduje się park o powierzchni 13,3 ha z XVIII - XIX w. o założeniu romantyczno-krajobrazowym, w którym wykorzystano naturalne ukształtowanie terenu, strumienie i stawy; z czterorzędową aleją platanową. W południowo-wschodniej części neogotycki grobowiec rodziny von Reiche. 
Po latach podupadania i dewastacji zespół pałacowo-parkowy został przejęty przez Jana A.P. Kaczmarka, a następnie wyremontowany. Od 2004 kompozytor wraz z Sundance Institute Roberta Redforda tworzył w tym miejscu Instytut Rozbitek, będący ośrodkiem spotkań i pracy twórczej artystów. W latach 2011–2015 odbywał się tu międzynarodowy festiwal filmu i muzyki Transatlantyk Festival. W maju 2023 zadłużona nieruchomość została przejęta przez wierzycieli, którzy wystawili ją na sprzedaż.